# Aplikovaná lingvistika
Obory aplikované lingvistiky se zabývají uplatňováním znalostí nabytých teoretickým výzkumem v praxi. Je oborem jazykovědy, který je silně interdisciplinární. Zastřešuje například počítačovou, forenzní, neuro a psycho lingvistiku nebo teorie jazykové akvizice. V současnosti je v popředí zájmu také lingvistika korpusová.